# Prostitución en Ghana

Prostitución en África. En rojo, el modelo prohibicionista, por el que la prostitución y toda actividad relacionada con ella es ilegal, al que pertenece Ghana.

La prostitución en Ghana es ilegal, pero está muy extendida en el país, hasta el punto de que muchos ghaneses desconocen que está prohibida. Crece el turismo sexual, la prostitución infantil y la trata de seres humanos. Se cree que las altas tasas de desempleo y pobreza en Ghana están provocando un crecimiento drástico de la industria del sexo. El desempleo es una de las razones por las que los adolescentes se dedican al comercio sexual. Un alto porcentaje de trabajadoras del sexo son vulnerables al VIH.
Algunas prostitutas de Ghana están haciendo campaña para que se legalice el comercio sexual y se han celebrado debates al respecto.
El ex primer ministro de Ghana Kofi Abrefa Busia escribió una tesis sobre la prostitución titulada Informe sobre una encuesta social de Sekondi-Takoradi.

## Visión general
En Ghana, a las prostitutas se las conoce localmente como «ashawo», «toutou» (derivado de "dos chelines, dos peniques"; una prostituta que no cobra mucho) o «maame-i-dey». En la mayoría de pueblos, ciudades y puertos del país hay burdeles. Suelen estar en chozas improvisadas o viejos almacenes, y algunos están pegados a bares. Las prostitutas que no trabajan en los burdeles se conocen como «seaters» o «vagabundas». Estas trabajan desde casa, sentadas en la puerta e invitando a entrar a los clientes. Cuando están con un cliente bajan una cortina delante de la puerta. Suelen trabajar en una zona de la ciudad, creando un pequeño barrio rojo. Suelen ser mujeres mayores o viudas.
Los «pilotos», a menudo taxistas, hacen de intermediarios entre las mujeres y los clientes de los hoteles. También ayudan a las mujeres a entrar en dichos establecimientos, ya que la mayoría de ellos prohíben la entrada a mujeres solas.
Las mujeres sufren violencia ocasional por parte de los clientes o, lo que es más habitual, se niegan a pagar. El personal del hotel puede explotarlas.
Desde que comenzó la producción de petróleo en 2011, la prostitución en el puerto de Sekondi-Takoradi ha aumentado considerablemente debido a la afluencia de trabajadores del petróleo.
El programa ONUSIDA calcula que hay más de 52 000 prostitutas en el país.

### Historia
Las abrakrees eran «mujeres públicas» o prostitutas entre algunos estados akan de la Costa del Oro entre los siglos XVII y XIX. Estas mujeres públicas estaban formadas por esclavas y parias. El médico neerlandés Olfert Dapper documentó sobre las abrakrees en el año 1668, donde constató su presencia en Axim y sus alrededores. Según Dapper, las abrakrees dependían de los kabaseros o jefes. También documentó las ceremonias llevadas a cabo por los kabaseros que iniciaban a los abrakrees en el trabajo.

Aunque los negros de esta costa y del interior se casan con tantas esposas como pueden mantener, es costumbre en Atzijn [Axim] y en todas las zonas circundantes, hasta la costa de Quaqua, que cada aldea mantenga dos o tres prostitutas, a las que llaman abrakrees. Son iniciadas y confirmadas para la realización de este trabajo por sus kabaseros o jefes en presencia de una gran multitud de personas, de la siguiente manera. Primero colocan a estas putas, que son ciertas esclavas compradas, con muchas ceremonias tontas y ridículas sobre una estera de paja y las exhiben. Luego, una de las más viejas de entre ellas, de pie, coge una gallina joven, le abre el pico con un cuchillo y deja que unas gotas de sangre goteen sobre su cabeza, hombros y brazos. Al mismo tiempo, pronuncia sobre ella terribles conjuros, diciendo que [ella] morirá a menos que acepte como amante a tres o cuatro kakraven (por valor de dos o tres stuivers), aunque los solicitantes sean de ricos recursos; y esto sin excluir a sus propios parientes consanguíneos. Todo lo que gane de este modo deberá entregárselo al kabasero, y a cambio gozará de la libertad de poder tomar cualquier alimento, ya esté en casa de alguien o en el mercado, para su sustento, y nadie podrá impedírselo, bajo pena fija. Cuando esto haya sucedido, una persona de la multitud es enviada a un lado con ella y, a su regreso, testifica que se ha descubierto que no es un hombre sino una mujer. Entonces su compañero, el otro abrakree o prostituta, la lleva a casa, la lava y la envuelve en una sábana limpia. Luego se sienta en la estera, se le pone un brazalete de cuentas en el brazo y se le pintan los hombros, los brazos y el pecho con cal o tiza. Finalmente, la abrakree es colocada en un taburete y llevada a hombros por dos jóvenes; corren hacia el pueblo entre los vítores de quienes les siguen, y se divierten mucho bailando y bebiendo vino de palma o bordón. A partir de entonces, durante ocho días consecutivos, se sienta en el lugar designado, donde todos los transeúntes deben darle dos o tres kakraven...
Dapper.

El historiador y profesor ghanés Emmanuel K. Akyeampong afirma que el abrakree servía como servicio público y no como institución para adquirir riqueza a través del trabajo sexual. Era el jefe quien recibía la remuneración pagada a las abrakree.
En 1702, Willem Bosman confirmó el relato de Dapper sobre los abrakree de Axim. Comenta además, que los estados de Komenda, Elmina, Fetu, Asebu y posiblemente los fante «no tienen ninguna de estas putas». Jean Gadot publicó un relato sobre los abrakree en 1704 tras su visita a Assini, al oeste de Axim, en Costa de Marfil, hacia 1701. Escribió que el rey de Assini mantenía a seis mujeres en todas las aldeas y pueblos para prestar servicios a los solteros. Se envolvían la cabeza con lino blanco para distinguirse de las demás mujeres. Las abrakree vivían en las afueras de la ciudad. Los hombres casados que utilizaban los servicios de las abrakree de Assini eran castigados y multados. Otra variante de mujeres públicas eran las sacerdotisas. En 1851, Anthony van der Eb describió a las mujeres públicas de Ahanta como «mujeres fetiche que eran esclavas iniciadas en el sacerdocio». Según Akyeampong, «estas esclavas, en cuanto alcanzaban la edad núbil, eran iniciadas por los sacerdotes y sacerdotisas. Eran puestas a disposición de cualquier hombre por el pago de una pequeña cantidad en polvo de oro, excepto los hombres que se acostaban con ellas por primera vez después de la iniciación. Estos hombres estaban obligados a pagar una suma mayor que se destinaba a la compra de nuevas muchachas para la profesión. De esta cuota, una parte se entregaba a los propietarios masculinos o femeninos".
También existían prostitutas entre los estados akan que no eran esclavas, a diferencia de las mujeres públicas. Por ejemplo, fueron documentadas en 1602 por Pieter de Marees. A principios del siglo XVIII, Bosman escribió sobre las mujeres de Elmina, Fetu, Asebu y probablemente de los fante, que realizaban actividades sexuales a cambio de un precio negociado. A principios del siglo XIX, el zoólogo Thomas Edward Bowdich informó sobre la prostitución en el Imperio asante, citando:

Las prostitutas son numerosas y están permitidas. Ningún asante obliga a su hija a convertirse en la esposa del hombre que desea, pero al instante renuncia a su apoyo y protección ante su negativa, y perseguiría a la madre si se lo permitiera; así abandonadas, no tendrían otro recurso que la prostitución.
Bowdich.

## Prostitución masculina
La prevalencia de la prostitución masculina en Ghana ha aumentado lentamente a lo largo de los años, pero no se habla mucho de ella debido a la forma que adopta. La prostitución masculina predomina en zonas como Tesano, Adabraka, Osu, Accra y Paloma en Acra. Los hombres que ejercen la prostitución se hacen pasar por mujeres porque la homosexualidad es ilegal en Ghana según la Constitución. Las actividades de estas prostitutas suelen ser frecuentadas por hombres de la élite que disponen de recursos suficientes para ser discretos en sus actividades sexuales, lo que provoca un aumento relevante del precio de contratar prostitutas homosexuales dada la limitada oferta de estas prostitutas.

## Aplicación de la ley
La aplicación de la ley es variable, y también se producen ocasionalmente redadas contra las prostitutas. Las prostitutas suelen sufrir abusos por parte de los agentes de la ley. En una encuesta realizada en 26 ciudades, un tercio de las prostitutas relataron problemas con la policía. Las abrakree vivían en las afueras de la ciudad. Los hombres casados que utilizaban los servicios de las abrakree de Assini eran castigados y multados. Otra variante de mujeres públicas eran las sacerdotisas. En 1851, Anthony van der Eb describió a las mujeres públicas de Ahanta como «mujeres fetiche que eran esclavas iniciadas en el sacerdocio».
En una encuesta realizada en 2007 a 251 agentes del orden, el 15 % admitió haber exigido sexo a cambio de no procesar a las prostitutas detenidas.
A veces se soborna o chantajea a policías y políticos para que hagan la vista gorda.

## Turismo sexual
Ghana se ha consolidado como destino del turismo sexual de turistas occidentales. Este tipo de turismo ha atraído a pedófilos debido a la laxitud de las leyes de protección de menores y a la escasa aplicación de la ley. La prostitución infantil es un problema cada vez mayor, siendo las niñas más vulnerables y los niños en menor medida.

## Tráfico sexual
Se han encontrado prostitutas vietnamitas en Ghana, en las ciudades costeras de Tema y Sekondi-Takoradi. El periodista de investigación ghanés Anas Aremeyaw Anas descubrió que las mujeres vietnamitas habían sido objeto de trata en Ghana con fines de prostitución. Las prostitutas vietnamitas habían sido reclutadas por una mujer vietnamita llamada Hanh en julio de 2013. El precio que pagaban sus clientes en Ghana era de 100 dólares estadounidenses por hora.
En Ghana también se trafica con mujeres y niñas de China, Nigeria, Costa de Marfil y Burkina Faso para la prostitución.
La Oficina de Vigilancia y Lucha contra la Trata de Personas del Departamento de Estado de los Estados Unidos mantuvo la clasificación en 2024 para Ghana como país de "nivel 2".